# Víziszentgyörgy
Víziszentgyörgy (horvátul: Sveti Juraj na Bregu) község Horvátországban, Muraköz megyében.

## A község települései
Kilenc falu tartozik hozzá: Bányahegy (Pleškovec), Ferenchegy (Frkanovec), Gyümölcshegy (Zasadbreg) , Kedveshegy (Dragoslavec), Kerekhegy (Okrugli Vrh), Kismihályfalva (Mali Mihaljevec), Lapáthegy (Lopatinec), Nyíresfalva (Brezje), és Oskolahegy (Vučetinec ).

## Története
A község nevét Szent György tiszteletére szentelt templomáról kapta, mely már több mint 260 éve uralja a vidéket. Nem állapítható meg pontosan, hogy ennek a templomnak az elődjére, vagy Tüskeszentgyörgy templomára  vonatkozik-e János fődiakónus 1334-ből származó feljegyzése egy ezen a vidéken emelt Szent György templomról. Az első hiteles írásos említés György lapáthegyi pap feljegyzése 1501-ből ismert erről a plébániáról. A plébániát ezután Zrínyi Miklósnak a szigetvári hősnek 1563-ban kelt adománylevele is megemlíti. 1650-től a templom a latin nyelvű okiratokban a "S. Georgii supra chakturnia in Aquis" azaz a Csáktornya felett levő Viziszentgyörgy néven szerepel. Az 1660. évi egyházi vizitáció a plébániatemplomot Tavi-, vagy Viziszentgyörgynek nevezi. Leírja, hogy a szentély felett boltív, a hajó felett festett mennyezet található, a templomnak három oltára van, a torony az északi bejárat felett emelkedik, a sekrestye az északi oldalon áll, a templom tölgyfa zsindellyel fedett. A templom körül kiterjedt temető található. Az Ivan Leskovar zágrábi kanonok által 1698-ban  készített feljegyzés szerint a plébánia híveinek száma 3300 volt. A Szent György oltáron kívül  Szűz Mária és Páduai Szent Antal tiszteletére szentelt oltárai voltak. Az 1747-es vizitáció szerint a templom közelében már egy lorettói kápolna is áll, a temető a templomot teljesen körbeveszi, a plébános és a káplán az új, náddal fedett parókián laknak. Az 1756-os vizitáció szerint a templom falai már nagyon rossz állapotban vannak. A mai templom Ivan Peroš plébános idejében 1756 és 1768 között épült fel.
A község területe a csáktornyai uradalom részeként 1546-ban I. Ferdinánd király adományából a Zrínyieké lett. Miután Zrínyi Pétert 1671-ben felségárulás vádjával halálra ítélték és kivégezték minden birtokát elkobozták, így a birtok a kincstáré lett. III. Károly a Muraközzel együtt 1719-ben szolgálatai jutalmául elajándékozta Althan Mihály János cseh nemesnek. 1791-ben gróf Festetics György vásárolta meg és ezután 132 évig a tolnai Festeticsek birtoka volt.
1920 előtt Zala vármegye Csáktornyai járásához tartozott. 1941 és 1944 között ismét Magyarországhoz tartozott, ekkor körjegyzőségi székhely volt.

## Lakossága
1910-ben 2199, 1941-ben 2846, 1991-ben 5279 lakosának nagy része horvát nemzetiségű. A 2001-es népszámlálás adatai szerint a község 5279 lakosának több, mint 98 százaléka horvát nemzetiségű volt, magyarnak ketten vallották magukat.
A hozzá tartozó falvak lakosainak száma 2001-ben:
- Bányahegy 	451
- Ferenchegy 	328
- Gyümölcshegy  893
- Kedveshegy 	460
- Kerekhegy 	395
- Kismihályfalva454
- Lapátfalva 	947
- Nyíresfalva   765
- Oskolahegy 	585

## Nevezetességei
Szent György tiszteletére szentelt plébániatemploma a lapátfalvi részen található 1756 és 1768 között épült. 2007-ben megújították.

## Külső hivatkozások
- Víziszentgyörgy község hivatalos oldala
- A viziszentgyörgyi plébánia honlapja
- A plébánia története
- Viziszentgyörgy a Muraköz információs portálján
- A község Muraköz megye honlapján
- A templom a csáktornyai online hírportálon Archiválva 2008. augusztus 4-i dátummal a Wayback Machine-ben
- Víziszentgyörgy látképe
- A helyi alapiskola honlapja